# Koło Pietraszewskiego

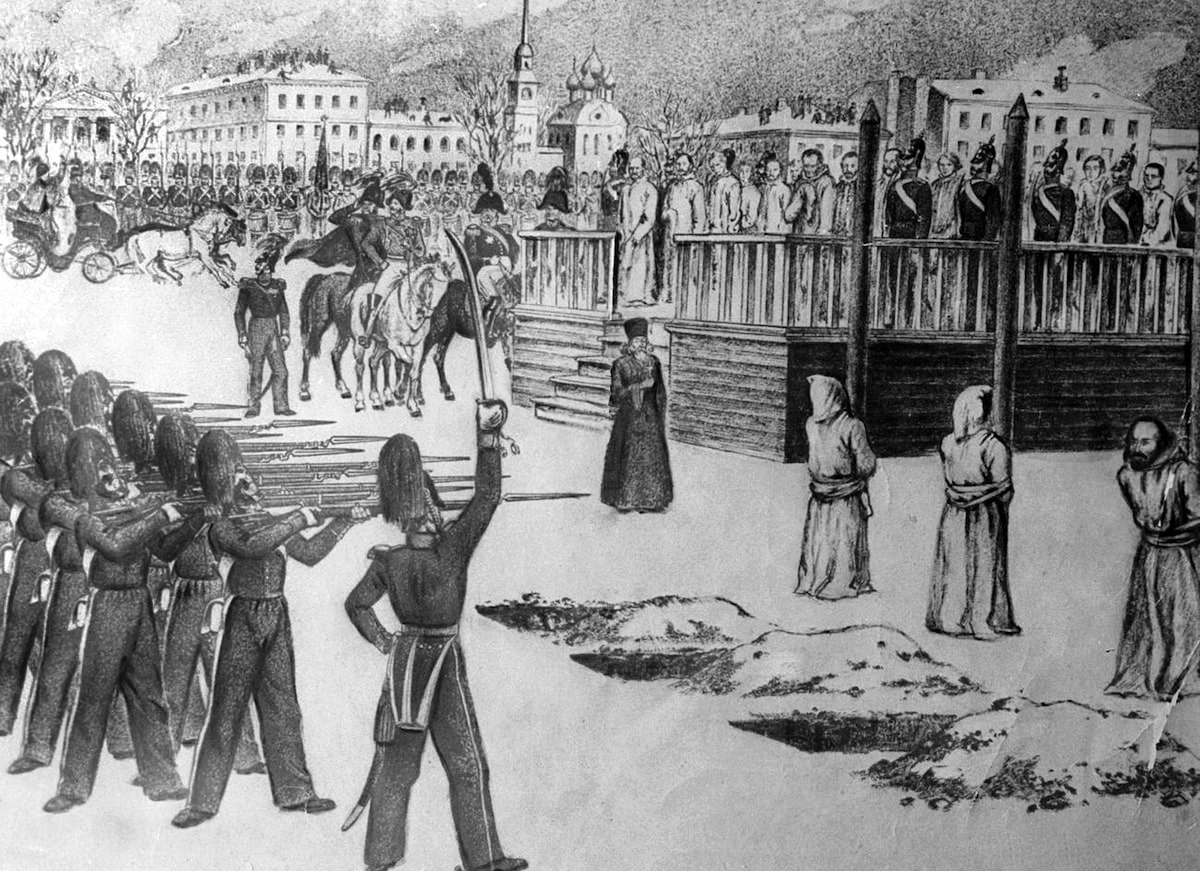
Członkowie Koła Pietraszewskiego podczas odwołanej w ostatniej chwili egzekucji, rysunek B. Pokrowskiego, 1849.

Koło Pietraszewskiego – dyskusyjna grupa literacka młodych intelektualistów rosyjskich, założona przez Michała Wasylewicza Pietraszewskiego w latach 1845–1849. 
Poglądy członków Koła Pietraszewskiego określano jako zapadniczelstwo (ros. zapad „zachód”). Zajmowano się w niej zachodnią filozofią (szczególnie Heglem) oraz literaturą, co zostało oficjalnie zakazane przez Mikołaja I.
Krytykowali oni ślepe poddaństwo despotyzmowi cara, jego zacofanie kulturowe, społeczne i ekonomiczne państwa. Entuzjastycznie zapowiadali nadejście nowej, lepszej ery. Chcieli aby reformy w Rosji przebiegły tak, aby zbliżać ustrój społeczny i warunki życia do panujących w Europie Zachodniej.
Car, zaniepokojony możliwością rozprzestrzenienia się rewolucji roku 1848 na Rosję, omyłkowo wziął nieszkodliwą grupę za organizację rewolucyjną. W zarodku tępił wszelkiego rodzaju ogniska, które mogły doprowadzić do obalenia obowiązującego porządku prawno-ustrojowego.
Dlatego zlikwidował koło w 1849 i aresztował jego członków. 23 kwietnia 1849 roku 123 członków organizacji zostaje aresztowanych przez funkcjonariuszy carskiej tajnej policji i osadzonych w Twierdzy Pietropawłowskiej (wśród nich znajdował się Fiodor Dostojewski).
Po wielomiesięcznym śledztwie, 16 listopada 1849 roku Komisja Sądu Wojskowego skazała Dostojewskiego i innych członków organizacji na karę śmierci. Surowość kary była rezultatem obaw cara Mikołaja I, który nie chciał w Rosji powtórki z tego, co Europie przyniósł rok 1848. 
22 grudnia 1849 roku na Placu Siemionowskim w Petersburgu członkowie organizacji czekali przed plutonem na wykonanie wyroku, gdy nadeszła wiadomość o nadzwyczajnym złagodzeniu kary. Kara śmierci została zamieniona na lata katorgi.